# جعفر بذری
جعفر بذری (انگلیسی: Jafar Bazri؛ زاده ۱۶ اوت ۱۹۸۷) یک بازیکن فوتبال اهل ایران است.